# Томас Гадсон
Томас Гадсон (англ. Thomas Hudson; 1701 — 26 січня 1779) — англійський художник-портретист XVIII століття.

## Проблема парадного портрета в Британії
Бурхливе 17 століття було позаду і Британія вступила в період стабілізації. Королівська влада ослабіла і, як казали в Лондоні, — «стало ясно, що королі в Англії більше не правлять». Посаду короля зберегли, його навіть сповіщали про стан справ, але влада перейшла парламенту і прем'єр-міністру. Роки правління прем'єр-міністрів тепер увійшли в хроніки держави як і роки правління безвладних королів.
Серед світських жанрів в англійському мистецтві головне місце посів портрет шляхетної і багатої особи. Ситуація ускладнювалась відсутністю значно обдарованих національних художників-портетистів, хоча її намагались виправити. На ниві портретного мистецтва працювали англійці Ніколас Гіллард (бл. 1547—1619), Герартс Маркус молодший (1562—1636), Вільям Добсон (1610—1646), низка анонімних майстрів. Але парадні портрети довіряють створювати високо обдарованим іноземним майстрам, запрошеним на працю в Лондон. Роками в англійській столиці працюють німець із Швейцарії Ганс Гольбейн молодший (1497—1543), нідерландці Антоніс ван Дейк(1599—1641) та Пітер Лелі (1618—1680), німець із Любека Годфрі Неллер (1648—1723).
Саме вони обслуговуватимуть верхівку англійської аристократії і зафіксують появу в англійському суспільстві аристократичних ідеалів у вигляді «джентльмен» для чоловіків та «леді» для жінок. Джентльмен та леді — обов'яково багаті, але шляхетні особи з дозвіллям, яке витрачають на суспільні потреби, благодійність, мистецтво та меценатство. Візуальні образи джентльменів та леді і роблять десятками Пітер Лелі, Годфрі Неллер і, особливо, Антоніс ван Дейк. В 18 столітті до створення парадних портретів європейського рівня підтяглися і англійські художники. Один з пересічних портретистів — Томас Гадсон.

## Життєпис

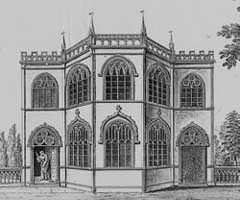
Псевдоготичний будинок Томаса Гадсона в передмісті Твікенем.

Томас Гадсон народився в графстві Девон 1701 року. Точно місце народження та місяць залишились невідомими.
Художню освіту Гадсон опановував в Лондоні, в майстерні художника Джонатана Річардсона старшого (1667—1745). Колись Джонатан Річардсон одружився з племінницею власного вчителя Джона Райлі, що спеціалізувався на парадних портретах вельмож. Томас Гадсон одружився з одною з чотирьох доньок Джонатана Річардсона старшого.
Томас Гадсон працював в трьох найбільш затребуваних художниками містах Англії — в Лондоні, на курорті в Баті і в Твікенемі, мав в Лондоні велику майстерню. Брав учнів, серед яких опинились Джошуа Рейнольдс (1723—1792), Джозеф Райт з Дербі (1734—1797), Джон Гамільтон Мортімер, Пітер Томс (художник 1748—1777), Томас Дженкінс (1722—1798). Гадсон зробив із власної майстерні невелике поточне виробництво і широко використовував поміч в створенні портретів власних учнів і помічників. Драперію, одяг, аксесуари в його портретах часто виконували Джошуа Рейнольдс, Джозеф Райт з Бербі, особливо часто Йосип ван Акен, що викликало у істориків і мистецтвознавців недовіру і звинувачення в зловживанні учнями. Йосип ван Акен (1699—1749), фламандець-художник за походженням в Лондоні, за платню робив зображення одягу на картинах низки англійських художників. Він робив це так досконало, що художники-портретисти лише вимальовували обличчя моделі, а все інше віддавали на розсуд ван Акена …
Тим не менше Томас Гадсон залишив не менше як 400 портретів. Особливо плідним був період 1745—1755 рр. На якийсь час Гадсон виборов позиції модного художника, що обслуговував англійського короля Георга ІІ та його двір, низку британських аристократів.
1748 року Томас Гадсон разом із Вільямом Гоґартом створив подорож до Франції через Голландію та Фландрію. 1752 року він подорожував по Італії.
На початку 1760-х років художня манера Томаса Гадсона виходить з моди, бо в Лондоні працює декілька молодих і талановитих портретистів, серед яких Томас Гейнсборо та Джошуа Рейнольдс. Виборовши матеріальний здобуток, Томас Гадсон відходить від портретування 1765 року і зосереджується на колекціонуванні творів мистецтва та малюнків. Він остаточно оселяється в західному передмісті Лондона Твікенемі, де придбав будинок в псевдоготичному стилі. В Твікенемі він і помер 1779 року.
Мистецька збірка колишнього портретиста була продана трьома окремими частинами на аукціонах Ленгфорд (1779) та Крісті (1785).

## Вибрані твори

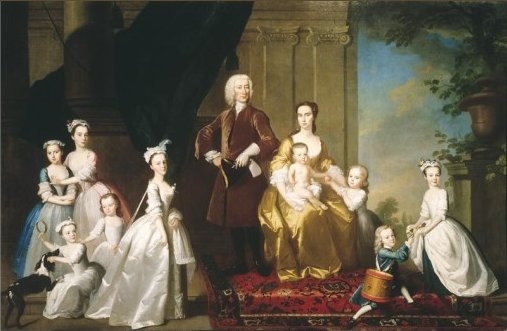
«Родина Редкліф», 1742 р., Художній музей Денвер, США.

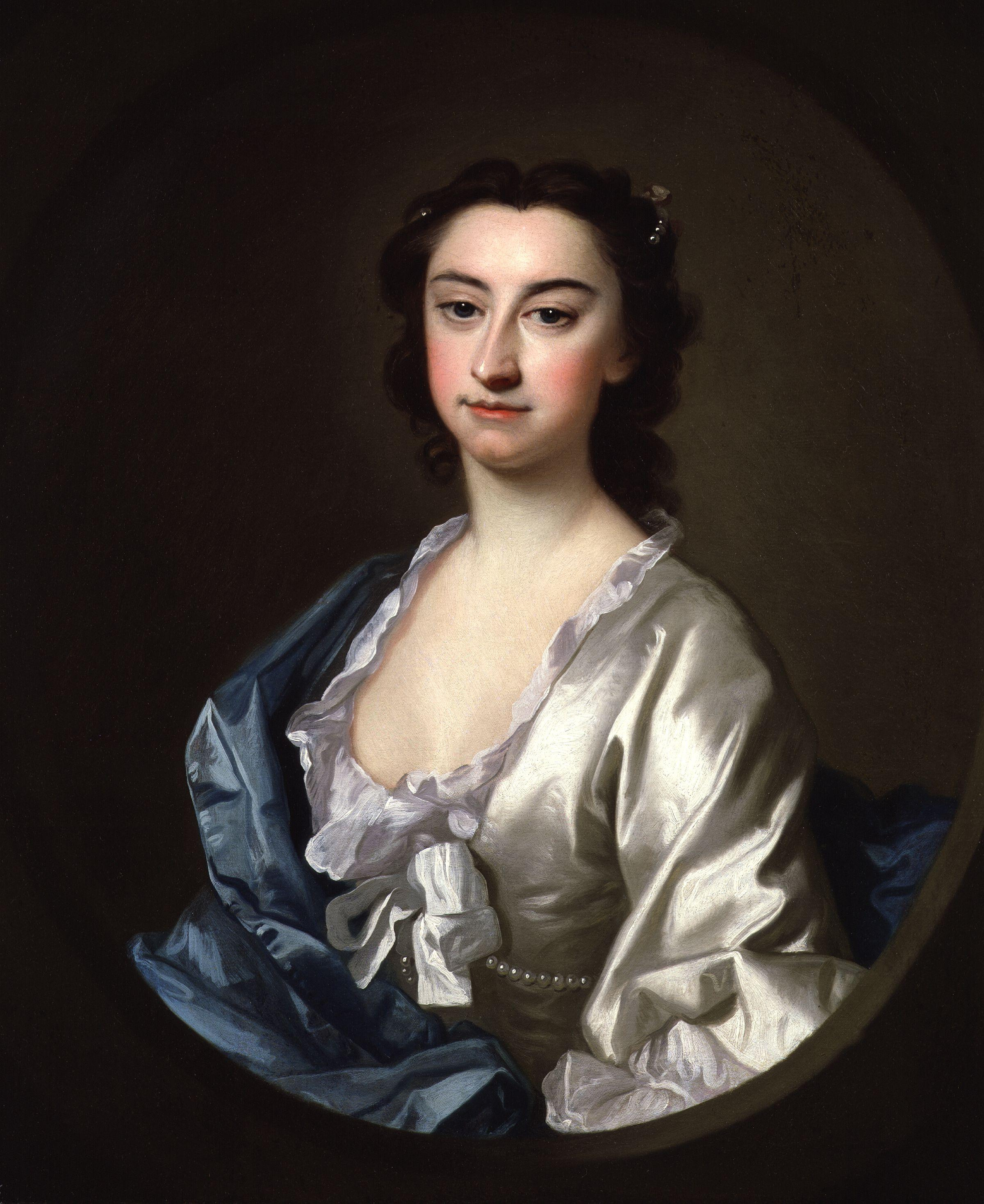
«Сусанна Марія Ґіббер», 1749 рік
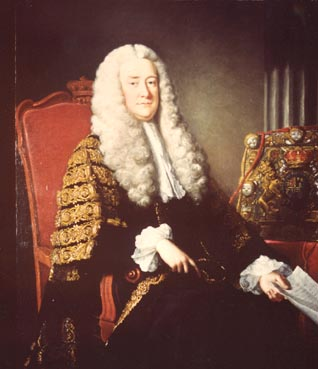
«Філіп Йорк», 1-й граф Гардвік
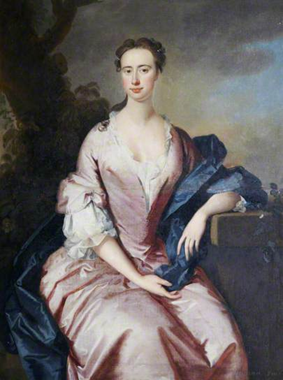
«Христина Марія Ролле»
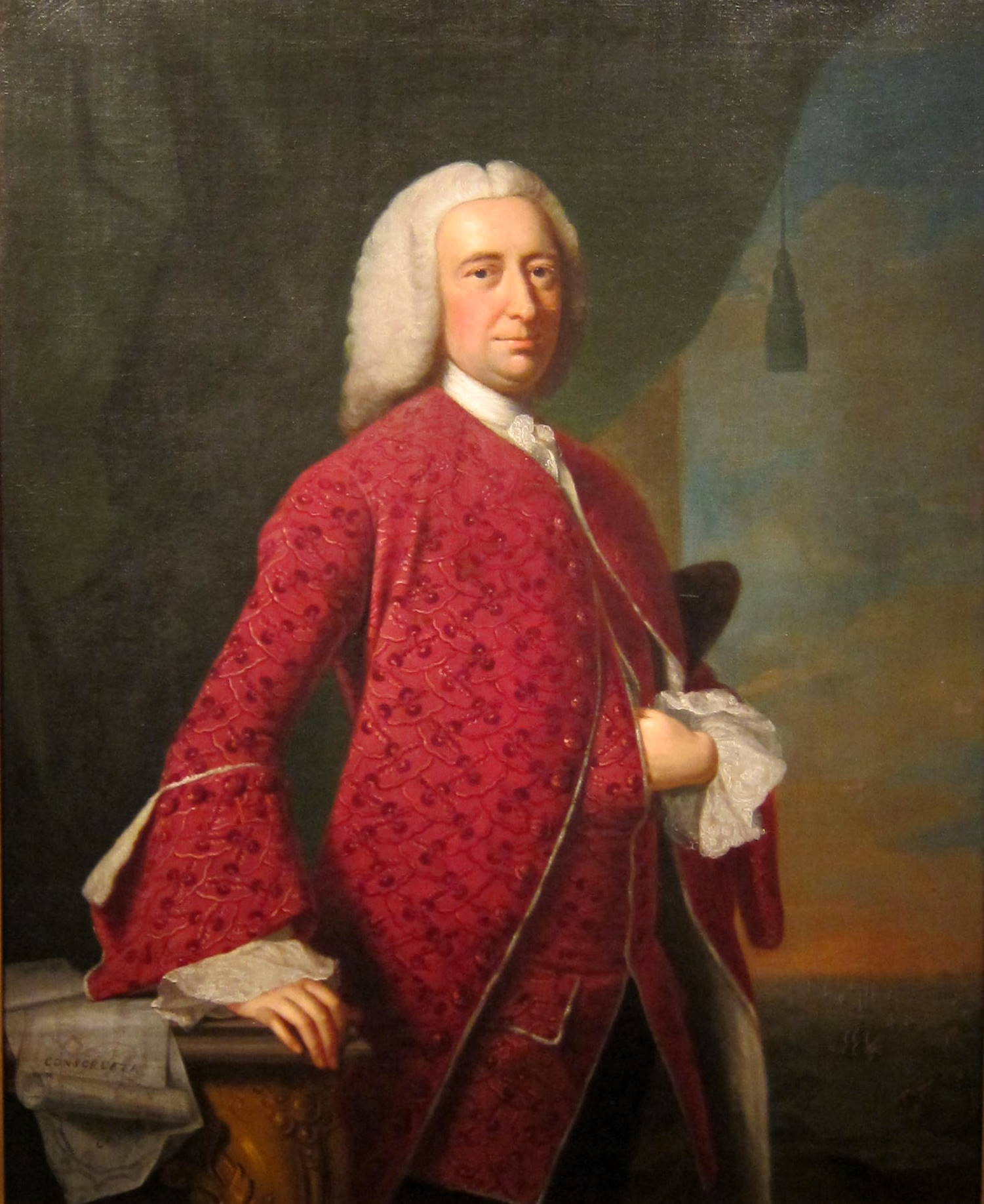
«Вільям Ширлі», англійський колоніальний губернатор Массачусетса, 1750 р., Національна портретна галерея, Вашингтон.
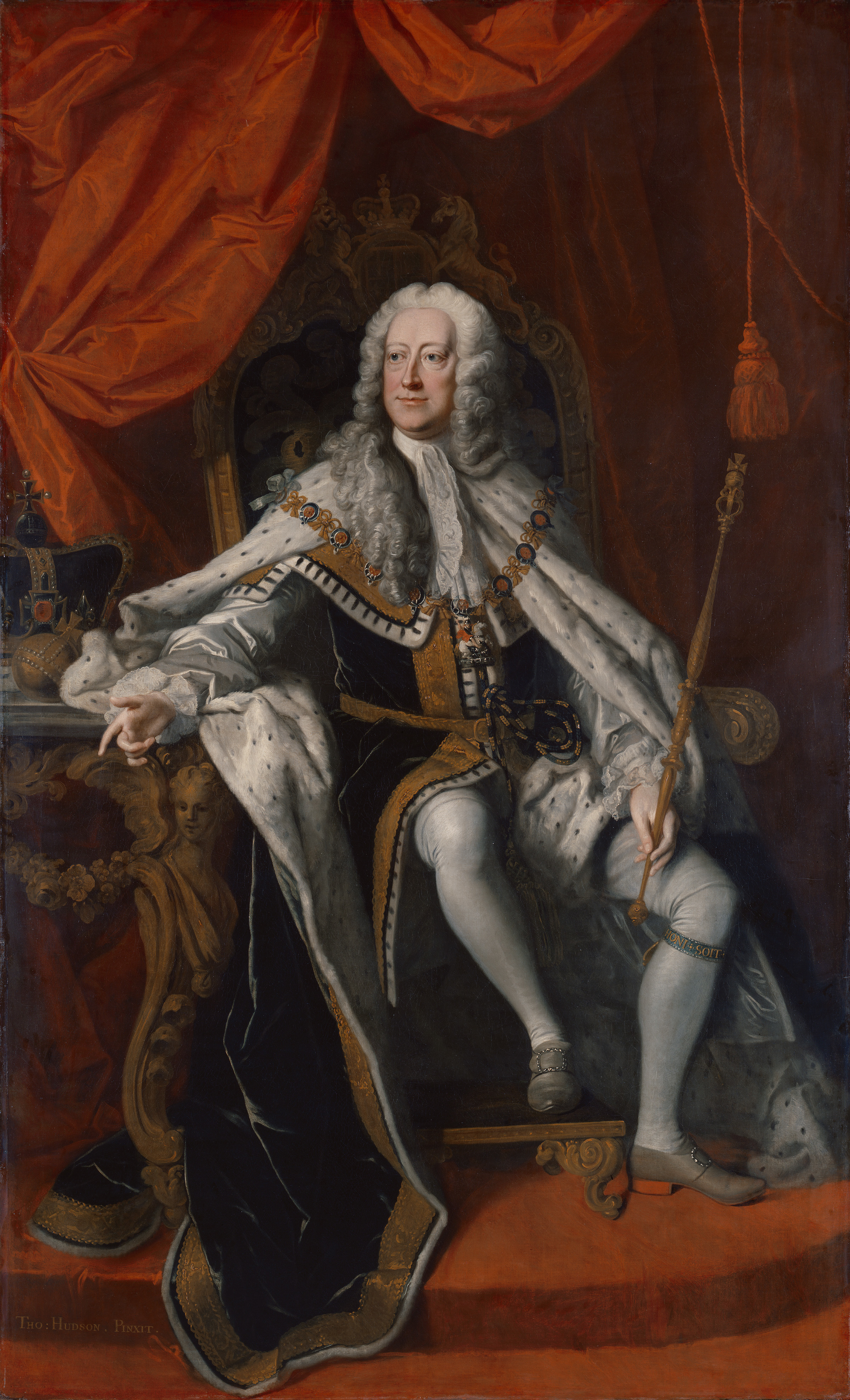
«Король Англії Георг ІІ», 1744 р.
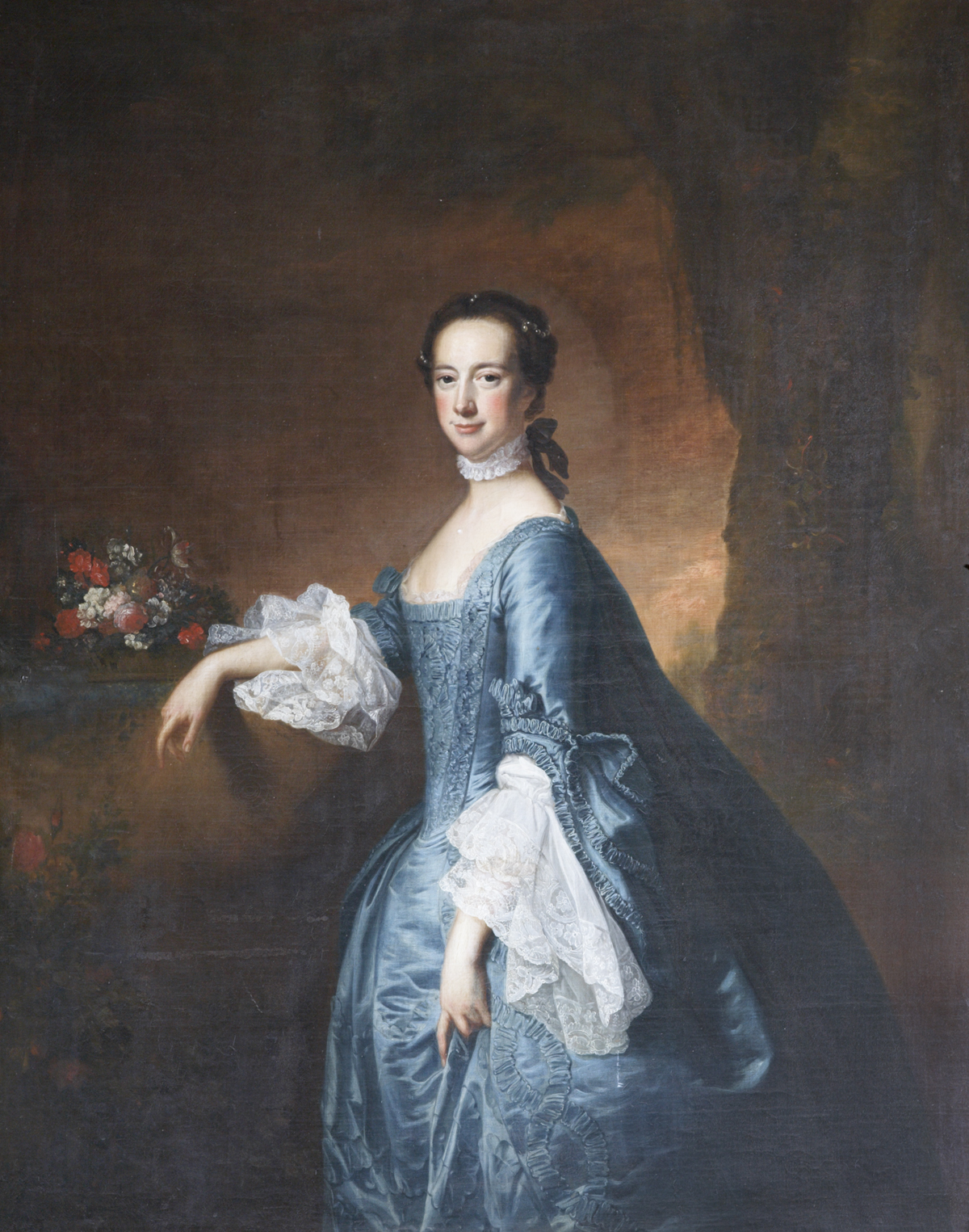
«Анна Ролле»
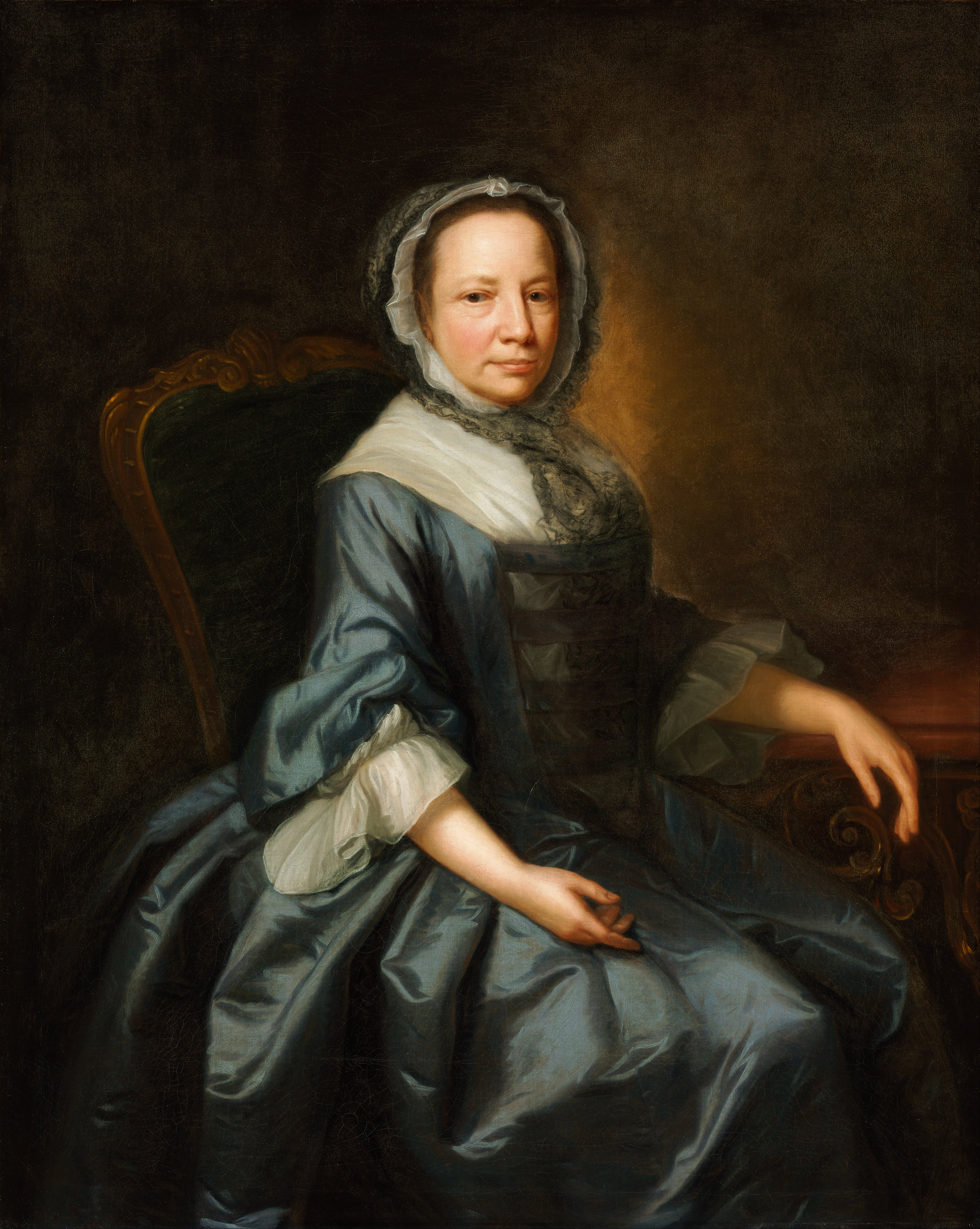
«Портрет невідомої пані»
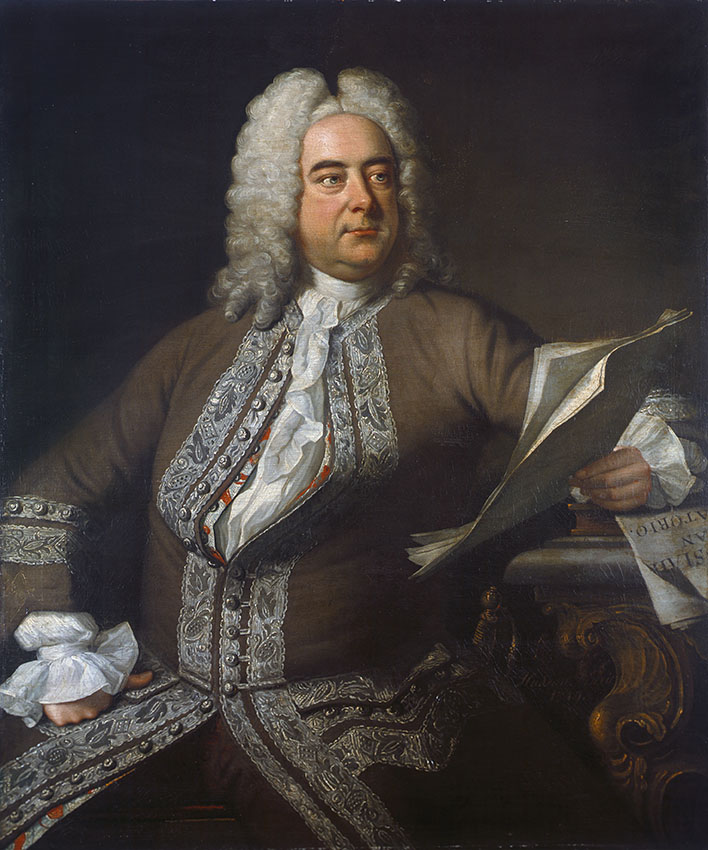
«Композитор Георг Фрідріх Гендель», 1741 р.